# 一念关山
《一念关山》（英语：A Journey To Love），中国大陆古装网络剧，由张巍编剧，周靖韬、邹曦 执导，刘诗诗、刘宇宁领衔主演，方逸伦、何蓝逗、陈昊宇、常华森等主演。该剧于2022年9月开机，2023年1月杀青，並於同年11月28日在愛奇藝播出。

## 播出时间
| 马来西亚 astro QJ 星期一至四 20:30 - 21:30   | 马来西亚 astro QJ 星期一至四 20:30 - 21:30 | 马来西亚 astro QJ 星期一至四 20:30 - 21:30 |
| -------------------------------------------- | ------------------------------------------ | ------------------------------------------ |
|                                              | 一念关山 （2023年12月6日-2024年2月15日）   |                                            |
| 装腔启示录 （2023年10月30日-2023年11月21日） | 要久久爱 (2024年2月19日- 2024年)           |                                            |

| 新加坡 HUB娱家戏剧台 星期一至五 21:00 - 22:00       | 新加坡 HUB娱家戏剧台 星期一至五 21:00 - 22:00 | 新加坡 HUB娱家戏剧台 星期一至五 21:00 - 22:00 |
| --------------------------------------------------- | --------------------------------------------- | --------------------------------------------- |
|                                                     | 一念关山 （2024年1月17日－2024年3月12日）     |                                               |
| 長相思（第一季） （2023年11月23日 - 2024年1月16日） | 乐游原 （2024年3月13日 - 2024年5月7日）       |                                               |

| 臺灣 八大戲劇台 星期一至五 21:00 - 22:00 | 臺灣 八大戲劇台 星期一至五 21:00 - 22:00   | 臺灣 八大戲劇台 星期一至五 21:00 - 22:00 |
| ---------------------------------------- | ------------------------------------------ | ---------------------------------------- |
|                                          | 一念關山 （2024年8月29日-2024年10月23日）  |                                          |
| 花轎喜事 （2024年7月26日-2024年8月28日） | 後宮甄嬛傳 （2024年10月24日-2025年2月6日） |                                          |

| 香港 ViuTV 星期二至六 05:00 - 06:00                               | 香港 ViuTV 星期二至六 05:00 - 06:00        | 香港 ViuTV 星期二至六 05:00 - 06:00 |
| ----------------------------------------------------------------- | ------------------------------------------ | ----------------------------------- |
|                                                                   | 一念關山 （2024年9月4日-2024年10月29日）   |                                     |
| 真劍勝負（重播） （04:30 - 05:30） （2024年8月13日—2024年9月3日） | 長月燼明 （2024年10月30日-2024年12月24日） |                                     |

| 頻道          | 所在地   | 日期                         | 播出時間                                                                                                |
| ------------- | -------- | ---------------------------- | --- |
| 爱奇艺        | 中国大陆 | 2023年11月28-12月23日        | - 會員 首週連更7天，每天19:00更新2集、首更6集，12月7日起周四至周日更新2集。 - 非會員 每日19:00轉免1集。 |
| 浙江衛視      | 中国大陆 | 2024年1月28日-2月20日        | - 每日19:30，周日至周四每晚兩集，周五至周六每晚一集。                                                   |
| 深圳衛視      | 中国大陆 | 2024年3月24日-4月12日        | - 每日19:35播出兩集。                                                                                   |
| Viu           | 全世界   | 2023年11月28-12月23日        | - 同步播映                                                                                              |
| Astro QJ      | 马来西亚 | 2023年12月6日                | - 周一至周四 20:30 - 21:30                                                                              |
| HUB娱家戏剧台 | 新加坡   | 2024年1月17日                | - 周一至周五 21:00 - 22:00                                                                              |
| 新传媒U频道   | 新加坡   | 2025年5月8日                 | - 周一至周五 22:00 - 23:00                                                                              |
| EYE TV 戲劇台 | 臺灣     | 2024年8月5日-                | - 周一至周五 18:00 - 20:00                                                                              |
| 八大戲劇台    | 臺灣     | 2024年8月29日-2024年10月23日 | - 周一至周五 21:00 - 22:00                                                                              |
| ViuTV         | 香港     | 2024年9月4日-10月29日        | - 周二至周六 05:00 - 06:00                                                                              |
| WOWOW         | 日本     | 2024年10月-                  | |

## 劇情簡介
朱衣衛前左使任如意假死後潛入梧都，意外結識了曾為六道堂副堂主的寧遠舟。寧遠舟從戰場歸來只想隱居田園，為了給曾經的同僚證明清白，他重回六道堂踏上救主還國之路，並聚齊了於十三、元祿、錢昭、孫朗等人，護送女扮男裝的公主楊盈出使。任如意為追尋恩人昭節皇后過世真相，與寧遠舟達成合作，也跟隨眾人前往安都。一群人臨時組成一個隊伍，開啟了前路未知的公路冒險之旅。

## 演员列表

### 領銜主演
| 演員                             | 角色          | 簡介 | 配音   |
| 刘诗诗 幼年：鄧詩媛 少年：韓玺曈 | 任如意 / 任辛 | 安國 朱衣衛前總部左使→朱衣衛梧都分部白雀→梧國 寧國夫人→宣平侯/寧國公夫人 天下第一刺客，性情清冷孤傲。幼時被父親以低價賣給安國朱衣衞，憑藉自身努力，一步步爬上朱衣衞左使的位置。後昭節皇后死於大火之中，臨終之前告知她一定要有一個屬於自己的孩子。 在此以後她被朱衣衞除名，關入大牢，後在琳琅的幫助下，成功逃脱。為查出昭節皇后的死因，化名任如意，重新回到朱衣衞，擔任白雀。 在梧國執行任務時，因服下萬毒解，功力全失，被迫躲進寧家老宅，自此與寧遠舟相識。她看中寧遠舟的個頭和身高，要與其生孩子，但從小孤苦的她連自己的心意是什麼都不知道。 而後加入護國使團，教授禮王楊盈關於安國的一切，教其武功，與六道堂眾人產生了非常濃厚的友情。這位一向獨來獨往的刺客也開始慢慢體會到團隊的力量與溫暖，並逐漸發生著改變，最終愛上寧遠舟。在了解楊盈的過去後就特別照顧她，待她如姊如母。在與北磐的戰爭中因無法接受寧遠舟戰死的事實，最終選擇同歸於盡的方式殺掉北磐皇室與貴族，並到另一個世界陪他。 | 白杺瓚 |
| 刘宇宁                           | 宁远舟        | 梧國 六道堂前副堂主→龍驤騎伙頭軍→六道堂堂主→靖遠侯→寧國公 做事有勇有謀，行事殺伐果斷。他因被陷害而遭發配充軍，從戰場死裡逃生後，本想隱居田園，但為了給曾經的同僚證明清白，被章崧迫使重回六道堂，並聚齊了元祿、孫朗、 于十三、錢昭等人，護送女扮男裝的公主楊盈出使，踏上了救主還國之路。因楊盈在宮中備受冷落而特別照顧她，待她如兄如父。在與北磐的戰爭中因為救李同光回城，而遭北磐士兵圍擊而死。 | 原聲   |

### 主演
| 演員                | 角色   | 簡介                             | 配音   |
| 方逸伦              | 十三   | 梧國 六道堂阿修羅道都尉 详见梧國 | 原聲   |
| 何蓝逗              | 杨盈   | 梧國 禮城公主 详见梧國           | 原聲   |
| 陈昊宇              | 初月   | 安國 金明縣縣主 详见安國         | 原聲   |
| 常华森 少年：徐崴羅 | 李同光 | 安國 長慶侯 详见安國             | 錢文青 |
| 呂行                | 杜長史 | 梧國 使團長史 详见梧國           |        |
| 李歡                | 孫朗   | 梧國 六道堂人道校尉 详见梧國     | 原聲   |

### 特邀主演
| 演員   | 角色 | 簡介                             | 配音 |
| 陈宥维 | 元禄 | 梧國 六道堂原餓鬼道校尉 详见梧國 | 原聲 |

### 特別出演
| 演員   | 角色   | 簡介                         | 配音 |
| 陳都靈 | 蕭妍   | 梧國 皇后 详见梧國           | 張喆 |
| 王一哲 | 钱昭   | 梧國 六道堂天道都尉 详见梧國 | 原聲 |
| 陈小纭 | 初贵妃 | 安國 初貴妃 详见安國         | 原聲 |
| 张芷溪 | 迦陵   | 安國 朱衣衛右使 详见安國     |      |
| 張垒   | 章崧   | 梧國 首輔 详见梧國           |      |
| 張帆   | 鄧恢   | 安國 朱衣衛指揮使 详见安國   |      |
| 尹鑄勝 | 李隼   | 安帝 详见安國                |      |
| 張天陽 | 楊行遠 | 梧帝 详见梧國                | 魏超 |
| 常鲁峰 | 初遠   | 初國公 详见安國              |      |

### 友情出演
| 演員                | 角色          | 簡介                       | 配音   |
| 黄梦莹              | 金媚娘 / 琳琅 | 金沙幫幫主 详见安國        | 李詩萌 |
| 王艳                | 昭節皇后      | 安國 昭節皇后 详见安國     |        |
| 叶青                | 玲瓏          | 安國 朱衣衛 详见安國       |        |
| 張棪琰              | 安國長公主    | 安國 長公主 详见安國       |        |
| 曾柯琅              | 楊行健        | 梧國 丹陽王 详见梧國       | 餘昌宇 |
| 葉筱瑋              | 李守基        | 安國大皇子 河東王 详见安國 |        |
| 原若航 幼年：金棋承 | 李鎮業        | 安國二皇子 洛西王 详见安國 |        |
| 吳弘                | 趙季          | 梧國 六道堂堂主 详见梧國   |        |

### 安国
| 演員                             | 角色                 | 簡介 | 配音   |
| 尹鑄勝                           | 李隼                 | 安國 皇帝 好武貪財，蠶食鄰國城池無數。永祐六年，欲奪梧西金礦，與梧帝戰於天門關之南，為了掩蓋二皇子勾結北磐，軟禁得知北磐入關之事的所有人，將錯就錯繼續勾結外敵，欲冊封大典上冊封二皇子為太子，卻不料被李同光親隨朱殷刺死。 |        |
| 王艳                             | 昭節皇后             | 安國 昭節皇后 初貴妃之表姐，對於自已的丈夫與兒子失望透頂，卻為了了結自己生命，於是自焚于邀月樓。十分疼愛任辛，待她如親母，希望她可以活出自我，不要像她自己。 |        |
| 陈小纭                           | 初贵妃               | 安國 初貴妃→初太 初國公之妹、昭節皇后之表妹。出身於安國強大的沙西部，心儀李同光，卻不知李同光只是利用她。 |        |
| 葉筱瑋                           | 李守基               | 安國大皇子、河東王 屬沙中部，汪國公之女婿，因參與陷害昭節皇后而被任如意殺害，頭顱供在奉昭節皇后的供桌上。 |        |
| 原若航 幼年：金棋承              | 李鎮業               | 安國二皇子、洛西王→準太子 昭節皇后之子，為了太子之位，要求昭節皇后不要和父王作對，後被栽贓毒殺汪國公，而罰去监修天门关，流放之時勾結北磐人，册封大典時罪證確鑿被任如意重傷，鄧恢所殺。 |        |
| 張棪琰                           | 安國長公主           | 安國 清寧長公主 李同光之母，因遠嫁宿國當太子妃，後兩國交惡，宿國太子欲殺之洩憤，宿國太后寵幸的梧國樂工，捨命相護，平安活到安國，但樂工卻傷重逝去，卻意外得知已有樂工的孩子。李同光成年後病逝。 |        |
| 常鲁峰                           | 初遠                 | 安國 初國公→沙西王 初贵妃之兄、安陽郡主之夫，後遭左賢王代表北磐假意受降，藏有炸彈的王冠盒子引爆傷重而亡，將沙西王位傳給初月。 |        |
| 陈昊宇                           | 初月                 | 安國 金明縣主→沙西王 初國公之女，自幼喜欢舞刀弄槍。安帝為平衡各方勢力，將初月賜婚李同光，但她不满嫁给一个面首之子，想尽办法对付李同光，卻每次都被其躲过，她也只好接受婚事。与李同光几次接触下来，初月对他生出好感，但任如意的出现让她看明白李同光心中早已有人，她在伤心买醉时遇到了正被朱衣卫追杀的于十三，在與于十三交往後，將喜愛之心默許於他，但每次都被回絕。在與北磐的戰爭中受于十三捨命相護，於受傷時被他哄騙回城，卻於城門口剛好見到他被炸死，當場崩潰。最終因于十三的死得到嚴重的相思病。                  | 原聲   |
| 常华森 少年：徐崴羅              | 李同光               | 安國 長慶侯→慶國公、羽林衛將軍→攝政王 安国长庆侯。李同光是安国长公主与面首生的儿子，因为生父身份低微，李同光从小就不受人待见，只有在师父任辛的身边，他才能感受到温暖，也因此对任辛萌发了异样的感情。在任辛离开的六年里，李同光从小小的骑尉做起，积功成为无人敢小视的长庆侯。 | 錢文青 |
| 刘诗诗 幼年：鄧詩媛 少年：韓玺曈 | 任如意 / 任辛        | 安國 朱衣衛前總部左使→朱衣衛梧都分部白雀→梧國 寧國夫人→宣平侯 详见領銜主演 | 白杺瓚 |
| 叶青                             | 玲瓏                 | 安國 朱衣衛白雀 十年前，為了還債，加上大哥生病，被親娘所賣，而入朱衣衛裡最低階、以色誘探查為主的＂白雀營＂，以舞孃的身份潛伏在梧國，並參加孫拾遺府舉辦的壽宴，卻因為六道堂堂主趙季的來訪，導致全部舞孃被當作奸細而被帶至後花園準備滅口，後被任如意所救而活了下來，原本能以假死的身份離開朱衣衛，卻因情人玉郎仍在梧國朱衣衛分部駐留且已懷身孕而不肯離開，與任如意原本相約在西原巷口，拿韓家草糧圖以將功抵過，卻被越先生設計，以三千金為籌碼引來六道堂滅了分部所有人，並被六道堂的緹騎婁青強逼供、斷骨而亡。 |        |
| 张芷溪                           | 迦陵                 | 安國 朱衣衛右使 原名林己，讓任如意相信是鄧恢設計梧都分部滅門一事，其實要誘騙任如意，將她除去，其實自己才是真正的幕後黑手，被如意追問昭節皇后自焚的真相，交換條件後，自刎而死。 |        |
| 黃雲雲                           | 珠璣                 | 朱衣衛緋衣使 右使迦陵的親信，後被任如意除去。 |        |
| 闫汶渲                           | 越先生/越三娘        | 朱衣衛紫衣使 梧國分部紫衣使，將梧國青石巷中朱衣衛分部告知六道堂，導致內部47名朱衣衛喪命，僅帶走其親信玉郎離開，被任如意所殺。 | 萬舒心 |
| 張喬耳 少女：彭玉麟              | 琉璃                 | 安國 任辛侍女→前朱衣衛女子→李同光貼身近侍 原被要求陪任辛去死，後所幸被救而活了下來，但遭發配為洗衣婦，被李同光救下後成為貼身服侍官。 | 劉曼   |
| 陳澤                             | 玉郎                 | 玲瓏情郎 玲瓏未婚夫，駐點梧國青石巷中朱衣衛分部，實為潛藏在朱衣衛內部的神秘人＂越先生＂親信。在分部被滅、47朱衣衛成員被屠後，唯一由越先生帶走的生還者，後被任如意所殺。 |        |
| 王佳璇                           | 朱殷                 | 李同光 侍從 效忠李同光，卻未曾請命殺了安帝。 |        |
| 張帆                             | 鄧恢                 | 安國 飛騎營首領→朱衣衛指揮使 父親死於白雀之手，恨透了朱衣衛，安帝又怕朱衣衛壯大，處處壓制朱衣衛，也曾希望鎮守關山，關外挽弓橫戈躍馬的雄心壯志，後與李同光合作，為救李同光而被北磐重傷而亡。 |        |
| 楊滕                             | 小星                 | 初月 侍女 |        |
| 宮正楠                           | 盧庚                 | 安國 朱衣眾 在如意與迦陵對峙時選擇離開不插手。 |        |
| 赫子銘                           | 申屠赤               | 安國 西面行軍馬軍都指揮使 沙東部，昭節皇后之侄，曾在宮中寄養二年，家中世代名將，性格粗中有細，看不起南邊人。 |        |
| 訾富尔                           | 江琇                 | 安國 朱衣衛巨門分部副主事 探查使團為目的。 |        |
| 陳一娜                           | 琥珀                 | 安國 天璣分部朱衣眾 任如意假冒之身分。 |        |
| 陳一娜                           | 瓊珠                 | 安國 朱衣衛紫衣使 監視使團的一舉一動報告。 |        |
| 黄梦莹                           | 金媚娘 / 琳琅        | 安國 金沙幫幫主、朱衣衛緋衣使 早期在朱衣衛受到任如意教導，逃離受朱衣衛而導致臉受傷，與于十三有一面之緣，且想嫁給他，但于十三不留情面的離開導致她很受傷，暗中許下再看見他一定要除掉他的承諾，卻因對他還留有情愫而未曾實行，後遇見沙老頭子，治好臉而改頭換面亦改了姓名嫁了他，後繼任金沙幫幫主，統管全國金沙樓、金寶棧，並收留許多從朱衣衛逃出的人。 |        |
| 霍雨佳                           | 歐陽氏               | 如意義母 為了不讓如意受制於人，自刎而死。 |        |
| 郭東海                           | 范東明               | 安國 鴻臚寺少卿 |        |
| 王佳璇                           | 朱殷                 | 李同光 親隨 |        |
| 彭義程                           | 陳癸                 | 安國 朱衣衛左使 與大皇子密謀暗害長慶侯，欲殺如意，反被如意反殺。 |        |
| 苗溢伦                           | 申屠青               | 二皇子亲信 |        |
| 向昊                             | 叶光                 | 安國 安都分堂都尉 任如意假冒之身分。 |        |
| 侯玮涛                           | 孔阳                 | 鄧恢 亲信 朱衣衛丹衣使。 |        |
| 张宸汐                           | 汪世子               | 汪世子 汪國公之子。 |        |
| 王凯熠                           | 初旭                 | 初月兄長 初國公之子。 |        |
| 肖添仁                           | 寧遠舟與任如意的兒子 | 遠舟與如意之子 初月相思病發作時所看到的幻想人物。 |        |

### 梧国
| 演員   | 角色        | 簡介 | 配音   |
| 張天陽 | 楊行遠      | 梧國皇帝 梧國國富民強，為安國所覬覦之大敵。永祐六年，因安帝欲奪梧西金礦，與之戰於天門關之南，然戰前聽信宦官讒言、驕奢輕敵，使得戰時陣法全亂、毫無章法，終至梧軍大敗，傷亡慘重，自身被俘，最終幡然醒悟，替六道堂寫了雪冤詔，後遭左贤王代表北磐假意受降，藏有炸彈的王冠盒子引爆重傷而亡。 | 魏超   |
| 曾柯琅 | 楊行健      | 梧國 丹陽王→梧睿帝 梧王皇弟、梧國監國，被首輔章崧推舉成為新王，卻因皇后當眾告知已身懷六甲，待皇子誕生即刻立王，故而期間繼續遵守與先王的約定，繼續擔任監國。梧帝遭炸死罹難後，被皇后蕭妍推舉為新帝。 | 餘昌宇 |
| 張晗聖 | 楊行衍      | 梧國 英王→庶民 性格深沉隱忍，表面上恭謙溫和，母妃身份显赫，而才能也强于两位皇兄，八歲時為了救蕭妍才患有腿疾，一輩子與皇位無緣，因此記恨蕭妍、梧帝與丹陽王，設計暗害蕭妍難產死胎、用牌匾砸伤丹阳王、援軍安插親信用火藥引爆梧帝，後被任如意所殺，丹陽王下令英王谋逆伏诛，贬为庶民革出宗室。 |        |
| 陳都靈 | 蕭妍        | 梧國 皇后→太后 以堂兄蕭明戰前傳來的一封手書和太醫九成驗定必懷皇子的身孕，阻止監國丹陽王繼任為新王。 欲等皇子降生后，垂帘听政，在梧帝遭炸死罹難後，推舉丹陽王為新帝。 | 張喆   |
| 何蓝逗 | 杨盈        | 梧國 公主→（禮王）→禮城公主→安國 慶國公夫人 梧国公主。杨盈因母妃身份不高，在皇宫中備受冷落，而常受六道堂人許多照顧，也因此常被安國很多人誤認為寧遠舟的親妹妹。涉世未深，心善天真的她个性脆弱，缺乏主见，无论是对政治还是对人性的认知都非常简单。为获得婚姻自主权，她鼓起勇气女扮男装踏上了出使安国之旅，一路上，她接受了手足相残、皇室斗争的事实，感受到了百姓因为战争而饱受的疾苦，在任如意的悉心教导下，开始蜕变。心繫元祿，後嫁予李同光為妻，成為慶國公夫人。 | 原聲   |
| 張垒   | 章崧        | 梧國 首輔 前線傳來梧帝罹難的消息，在大殿前極力推舉丹陽王繼任為新王。 不在意谁继任大统，但不允许任何人挑战其掌控梧国的权力。 |        |
| 郭鵬   | 蕭明/萧将军 | 梧國 大將軍 皇后堂兄。隨梧帝一同御駕親征，梧帝兵敗被俘後，是戰場上除了假死的寧遠舟之外唯一的倖存者，後手書一封傳回梧國，告知梧帝被俘而非戰死沙場。 |        |
| 张隽溢 | 周健        | 梧國 丹陽王親信 游騎將軍 丹陽王之舅永平侯欲劫殺迎帝使團，故派出其擾亂。 |        |
| 呂行   | 杜銘        | 梧國 使團長史 梧國兩朝元老，曾任御史郎，此次為護送迎帝使禮王，欲迎回梧帝。 |        |
| 趙奐然 | 鄭青雲      | 梧國 御前侍衛 公主情郎，為了能和公主在一起，鋌而走險，與丹陽王合作，阻止使團前進救梧帝，蒙騙公主而露餡，道出因為公主身分才喜歡楊盈，而被發瘋的楊盈所殺。 |        |
| 鄭佳宓 | 明女史      | 梧國 女使 皇后親派來教導楊盈出使安國，提醒公主用功聽講，因而使用針扎手臂，後被任如意遣人帶回梧國。 |        |
| 蘇夢芸 | 裴女官      | 梧國 女官 本名裴九娘，與寧遠舟為從小到大的青梅竹馬，所以任如意視她為情敵。 |        |
| 刘宇宁 | 寧遠舟      | 梧國 地獄道道主→六道堂副堂主→六道堂堂主→靖遠侯→寧國公 详见領銜主演 | 原聲   |
| 吳弘   | 趙季        | 梧國 六道堂堂主 人稱趙都尉，章崧之姪、小妾所生、出身六道堂人道，原堂主寧遠舟被章崧撤職入獄後被舉薦成為新任堂主，貪財、不管事，自從接任六道堂，廢除許多寧遠舟所做的變革，導致此次梧王親征被俘。因違反六道堂堂規被寧遠舟處死。 |        |
| 王一哲 | 钱昭        | 梧國 六道堂天道都尉 梧国羽林军都尉。钱昭原是六道堂天道校尉，后因护卫有功被调入羽林军，梧帝出征之际，他受命保护皇后。梧帝被俘后，他重归六道堂，随堂主宁远舟远赴安国，救主还国。因为弟弟柴明和天道兄弟们的死，他本想杀死梧帝，替他们报仇，但此时北磐入侵，为了家国大义，他选择暂时放下个人恩怨，最後仍以身為梧帝擋下北磐攻擊，此時刀已入胸四寸，當場身亡。 | 原聲   |
| 陈宥维 | 元禄        | 梧國 六道堂餓鬼道校尉 梧国六道堂饿鬼道校尉。元禄是墨家后人，擅长制作各种机关暗器。他身体不好，常年依赖药物来维持健康。虽然很早就知道自己可能活不过20岁，但他依然保持乐观，尽力帮助需要帮助的人。由于从小被宁远舟带大，元禄对宁远舟很是依赖，万事以他为首。北磐南下進攻時，為搬救兵，勞碌累死。 | 原聲   |
| 方逸伦 | 十三        | 梧國 六道堂阿修羅道都尉 梧国六道堂阿修罗道都尉。于十三外表风度翩翩，看似不羁，却有着看穿人心的敏锐洞察力。他是一个情场浪子，为了摆脱拐带尚书千金的罪名，随宁远舟护送公主杨盈去安国。在安国，于十三为营救梧帝，去永安塔踩点时被朱衣卫发觉，情急之下他躲进了酒楼，因此结识了安国金明县主初月，并在相处中对她动了心。在與北磐的戰事中先是失明，後被炸死。 | 原聲   |
| 李歡   | 孫朗        | 梧國 六道堂人道校尉 善於防禦攻勢，父親被朱衣衛所害，喜歡動物，合縣攻防戰中雖和于十三成功擊殺右賢王，卻身中數箭傷重而亡。 | 原聲   |
| 楊鈞斐 | 丁輝        | 梧國 六道堂天道缇骑 六道堂人，與寧遠舟等人相處融洽。 |        |
| 李東赫 | 婁青強      | 梧國 六道堂緹騎 跟隨在六道堂堂主趙季身邊辦事。 因動手將玲瓏全身碎骨而死，被任如意用飛葉劃破喉嚨而死。 |        |
| 张瑞   | 蔣穹        | 梧國 六道堂天道緹騎 六道堂人。 |        |
| 李沛恩 | 柴明        | 梧國 六道堂天道緹騎 錢昭同父異母的弟弟，在天道中極為出色，想多進宮和錢昭來往。為替楊行遠擋箭於天門關之役戰死，背負叛徒罵名，李同光見為忠義之士，命人埋葬於淺灘。 |        |
| 郭笑天 | 徐鈞        | 梧國 六道堂緹騎 與六道堂堂主趙季參加孫拾遺的壽宴，並受命殺了壽宴上的奸細＂舞孃＂，之後屍體被發現在孫拾遺的後院花園。 |        |
| 许涛   | 陶健        | 梧國 六道堂天道緹騎 與梧帝一起被擄至安國。 |        |
| 程誠   | 孫拾遺      | 梧國 孫拾遺府家主 在府中舉辦壽宴，邀請王宮貴族前來參加，並請了舞孃獻舞、炒熱氣氛。 |        |
| 韓承羽 | 韓世子      | 梧國 韓世子 參加孫拾遺的壽宴座上賓。 |        |

### 北磐
| 演員   | 角色     | 簡介                                               | 配音 |
| 张雷   | 狼主     | 北磐 狼主 被任如意所殺，同歸於盡。                 |      |
| 李晟烨 | 左贤王   | 北磐 左贤王 引爆火藥與梧帝、沙西王初遠，同歸於盡。 |      |
| 王小伟 | 右贤王   | 北磐 右贤王 被孫朗與十三合作射殺身亡。             |      |
| 林瀟   | 新左贤王 | 北磐 新左贤王 被任如意所殺，同歸於盡。             |      |

## 影視原聲帶
| 《一念关山》影视剧原声大碟 | 《一念关山》影视剧原声大碟 | 《一念关山》影视剧原声大碟 | 《一念关山》影视剧原声大碟 | 《一念关山》影视剧原声大碟 |
| 曲序                       | 曲目                       |                            | 作曲                       | 演唱                       |
| -------------------------- | -------------------------- | -------------------------- | -------------------------- | -------------------------- |
| 1.                         | 奉上（片頭主題曲）         | 林喬                       | 都智文                     | 摩登兄弟劉宇寧             |
| 2.                         | 一念關山（同名曲）         | 顧如願                     | 明遙                       | 任賢齊                     |
| 3.                         | 立劍（熱血主題曲）         | 林喬                       | 都智文                     | 張杰                       |
| 4.                         | 長醉（片尾曲）             | 如一、林喬                 | 楊騏夢@耳肆山白            | 光良                       |
| 5.                         | 何故春回（暖情曲）         | 張巍                       | 都智文                     | 張棟樑                     |
| 6.                         | 半世風霜（溫情曲）         | 如一                       | 石楊                       | 袁婭維TIA RAY              |
| 7.                         | 別夢寒（悲情曲）           | 林喬、劉恩汛、午上         | 都智文                     | 摩登兄弟劉宇寧             |
| 8.                         | 長醉-吟唱版（插曲）        | 如一、林喬                 | 楊騏夢@耳肆山白            | 馮甜甜                     |
| 9.                         | 怕夢（虐情曲）             | 景她                       | 關大洲                     | 黃霄雲                     |
| 10.                        | 還未曾（傷情曲）           | 景她                       | 關大洲                     | 不才                       |

## 獎項與榮譽
| 年份 | 頒獎典禮                                            | 獎項                                              | 備註     |
| 2023 | 界面新聞 2023 娛樂"熱"像儀                          | 年度匠心劇集                                      |          |
| 2023 | 德塔文 2023 景氣牛獎                                | 優秀景氣獎                                        |          |
| 2023 | 2023 年度貓眼熱度榜                                 | 熱度最高動作劇                                    |          |
| 2023 | 2023 年度貓眼熱度榜                                 | 熱度最高動作劇角色（劉宇寧飾演寧遠舟）            |          |
| 2024 | 傳媒內參 第8屆指尖傳媒榜                            | 最具影響力編劇（張巍）                            |          |
| 2024 | 傳媒內參 第8屆指尖傳媒榜                            | 最具影響力導演（周靖韜）                          |          |
| 2024 | 2024 娛樂資本論 金河豚榮譽推選                      | 年度劇集                                          |          |
| 2024 | 2024 娛樂資本論 金河豚榮譽推選                      | 年度影視製片人（齊帥）                            |          |
| 2024 | 2024 娛樂資本論 金河豚榮譽推選                      | 年度影視導演（周靖韜）                            |          |
| 2024 | 2023 微博之夜                                       | 微博年度劇集                                      |          |
| 2024 | 2023 微博之夜                                       | 微博年度熱度演員（劉宇寧飾演寧遠舟）              |          |
| 2024 | 刺蝟公社 第四屆 新內容探索者大會                    | 年度最佳影視劇                                    |          |
| 2024 | 新京報2023年度劇集／演員榜                          | 年度突破女演員（劉詩詩飾演任如意 / 任幸）         |          |
| 2024 | 國家廣播電視總局                                    | 2023 年度網路視聽精品節目                         |          |
| 2024 | 2024 酷雲數娛年度影響力盛典                         | 年度影響力劇集                                    |          |
| 2024 | 2024 酷雲數娛年度影響力盛典                         | 年度熱度劇集                                      |          |
| 2024 | 2024 酷雲數娛年度影響力盛典                         | 年度網絡劇                                        |          |
| 2024 | 2024 酷雲數娛年度影響力盛典                         | 年度飛躍製片人（方晏之）                          |          |
| 2024 | 2024 酷雲數娛年度影響力盛典                         | 年度人氣男性角色（劉宇寧飾演寧遠舟）              |          |
| 2024 | 2024 酷雲數娛年度影響力盛典                         | 年度人氣女性角色（劉詩詩飾演任如意 / 任幸）       |          |
| 2024 | 國家廣播電視總局                                    | 2023年 第四季優秀網路視聽作品                     |          |
| 2024 | 2023 微博娛樂白皮書                                 | 微博影響力劇集榜                                  | TOP9     |
| 2024 | 2023 微博娛樂白皮書                                 | 微博影集話題榜                                    | TOP9     |
| 2024 | 2023 微博娛樂白皮書                                 | 微博劇集熱搜榜                                    | TOP7     |
| 2024 | 2023 微博娛樂白皮書                                 | 微博用戶熱議男性角色（劉宇寧飾演寧遠舟）          | TOP8     |
| 2024 | 2023 微博娛樂白皮書                                 | 微博用戶熱議女性角色（劉詩詩飾演任如意 / 任幸）   | TOP3     |
| 2024 | 2024首都電視節目春推會                              | 年度優秀劇集                                      |          |
| 2024 | 中國視聽大數據發布 2024年收視季報 第1期             | 第一季度 地方衛視黃金時段收官收視率               | TOP14    |
| 2024 | 中國視聽大數據發布 2024年收視季報 第1期             | 第一季度 黃金時段首播電視劇回看用戶規模           | TOP17    |
| 2024 | 中廣聯合會電視劇導演委員會 2024電視劇導演大會年度榜 | 年度劇集                                          |          |
| 2024 | 2024金鵬展翅 金骨朵網絡影視盛典                     | 年度精品劇集                                      |          |
| 2024 | 2024金鵬展翅 金骨朵網絡影視盛典                     | 年度品質編劇（張巍）                              |          |
| 2024 | 2024金鵬展翅 金骨朵網絡影視盛典                     | 年度劇集製作人（齊帥）                            |          |
| 2024 | 第2屆 中國數位音樂產業大會                          | 年度影視歌曲《一念關山》（任賢齊）                | 提名     |
| 2024 | 2024 微博音樂盛典                                   | 年度推薦歌曲《奉上》（劉宇寧）                    | 入選     |
| 2024 | 第29屆 亞洲電視大獎                                 | 最佳原創網劇                                      | 獲獎     |
| 2024 | 第29屆 亞洲電視大獎                                 | 最佳原創劇本（張巍）                              | 獲獎     |
| 2024 | 第29屆 亞洲電視大獎                                 | 最佳劇本（張巍）                                  | 提名     |
| 2024 | 第29屆 亞洲電視大獎                                 | 最佳導演（電視劇或小說類）（周靖韜、鄒曦）        | 提名     |
| 2024 | 2024 微博視界大會 暨微光盛典                        | 年度矚目演員（劉宇寧飾演寧遠舟）                  |          |
| 2024 | 愛奇藝 桃逗世界2024                                 | 年度喜愛電視劇男性角色（劉宇寧飾演寧遠舟）        |          |
| 2024 | 愛奇藝 桃逗世界2024                                 | 年度喜愛電視劇女性角色（劉詩詩飾演任如意 / 任幸） |          |
| 2024 | 第15屆 澳門國際電視節 金蓮花獎                      | 最佳編劇（張巍）                                  | 提名     |
| 2024 | 第15屆 澳門國際電視節 金蓮花獎                      | 最佳男主角（劉宇寧飾演寧遠舟）                    | 提名     |
| 2024 | 第15屆 澳門國際電視節 金蓮花獎                      | 最佳女主角（劉詩詩飾演任如意 / 任幸）             | 提名     |
| 2024 | 第15屆 澳門國際電視節 金蓮花獎                      | 最佳女配角（何藍逗飾演楊盈）                      | 提名     |
| 2024 | 2024 愛奇藝尖叫之夜                                 | 年度會員影響力劇集                                | 戲劇單元 |
| 2024 | 2024 愛奇藝尖叫之夜                                 | 年度原創編劇（張巍）                              | 戲劇單元 |
| 2024 | 2024 愛奇藝尖叫之夜                                 | 年度表現力演員（劉宇寧飾演寧遠舟）                | 戲劇單元 |
| 2024 | 2024 愛奇藝尖叫之夜                                 | 特別榮譽                                          | 致敬單元 |